# Мехикали
Мехика́ли (исп. Mexicali) — город в Мексике, столица штата Нижняя Калифорния, входит в состав одноимённого муниципалитета и является его административным центром. Численность населения, по данным переписи 2010 года, составила 689 775 человек.
Расположен на границе с американским штатом Калифорния. Название города является словослиянием испанского произношения México и California. По другую сторону границы со стороны США располагается его город-побратим — Калексико (словослияние California и Mexico).
В городе имеются различные предприятия пищевой, текстильной, автомобильной, аэрокосмической промышленности, также имеются заведения культуры, образования. Развита транспортная инфраструктура. Город обслуживает Международный аэропорт имени генерала Родольфо Санчес Табоада.

## История
Испанцы прибыли в этот район, пройдя Дорогу Дьявола («Camino del Diablo») пустыни Сонора. Это привело к евангелизации туземного населения полуострова, а также к сокращению его численности. Сохранились малочисленные общины кокопов (Cocopah). Присутствие европейцев в это время было ограничено иезуитами, которые ушли в 1780-х. После этого испанцы, а позже мексиканцы имели мало общего с северо-восточной частью полуострова Нижняя Калифорния, воспринимая её как неукротимую землю. В середине XIX в. проводились геологические работы для постройки Южно-тихоокеанской железной дороги. Здесь были найдены залежи осадочных пород. Тем не менее до 1880-х гг. область оставалась почти полностью незаселённой, в основном из-за климата. В 1888 федеральное правительство предоставило большую часть северной части штата, включая Мехикали, некоему Гильермо Андраде (Guillermo Andrade) с целью колонизации области на недавно организованной границе с США. В 1900 американская компания California Development Company получила разрешение от правительства Порфирио Диаса прорезать канал через дельту Аройо Аламо для соединения сухого бассейна с рекой Колорадо. Сюда были привлечены новопоселенцы и фермеры, которым раздавали земли. Уже в 1904 году 405 км² долины подверглось ирригации. Здесь стали выращивать хлопок, фрукты и овощи. По обе стороны границы были образованы поселения: на американской стороне — Calexico, на мексиканской — Mexicali. Официальной датой основания Мехикали считается 14 марта 1903.
Сельскохозяйственное производство продолжало расти в течение XX в. Сюда привлекались и иностранцы — индийцы и японцы. Здесь стала развиваться текстильная промышленность. В 1952, после образования штата Нижняя Калифорния, Мехикали стал столицей этого федерального субъекта. Мехикали является важным центром промышленного производства в автомобильной, аэрокосмической, телекоммуникационной, металлургической и медицинской отрасли, а также в производстве и экспорте продукции.

## Климат
Климат тропический пустынный, с тёплой зимой и очень жарким летом. Среднегодовое количество осадков — 84 мм.
| Климат Мехикали | Климат Мехикали | Климат Мехикали | Климат Мехикали | Климат Мехикали | Климат Мехикали | Климат Мехикали | Климат Мехикали | Климат Мехикали | Климат Мехикали | Климат Мехикали | Климат Мехикали | Климат Мехикали | Климат Мехикали |
| Месяц           | Янв             | Фев             | Мар             | Апр             | Май             | Июн             | Июл             | Авг             | Сен             | Окт             | Ноя             | Дек             | Год             |
| Ср. макс., °C   | 20,3            | 23,1            | 25,8            | 29,7            | 34,7            | 40,1            | 42,2            | 41,4            | 38,2            | 32,0            | 24,9            | 20,3            | 31,1            |
| Ср. мин., °C    | 6,0             | 8,0             | 10,3            | 13,1            | 16,8            | 21,2            | 25,6            | 25,6            | 22,4            | 16,3            | 9,6             | 5,8             | 15,1            |
| --------------- | --------------- | --------------- | --------------- | --------------- | --------------- | --------------- | --------------- | --------------- | --------------- | --------------- | --------------- | --------------- | --------------- |
| Осадки, мм      | 11              | 8               | 8               | 2               | 1               | 0               | 5               | 12              | 10              | 9               | 4               | 13              | 84              |